# Geosfera
A geosfera são as partes mais densas da Terra e consistem principalmente de rochas e regolito e está relacionada com as rochas, solo, etc.
Em física aristotélica, o termo foi aplicado a quatro locais esféricos naturais, de forma concêntrica em torno aninhado no centro da Terra, tal como descrito nas palestras Física e Meteorologia. Acreditavam que estavam a explicar os movimentos dos quatro elementos terrestres: Terra, Água, Ar e Fogo.
Nos textos modernos e em ciência do sistema solar , geosfera refere-se às partes sólidas da Terra e é usado juntamente com atmosfera, hidrosfera, biosfera e descrevem os sistemas da Terra (a interação desses sistemas com a heliosfera é por vezes listada). Nesse contexto, por vezes, o termo litosfera é usado em vez de geosfera. No entanto, a litosfera se refere apenas às camadas superiores da Terra sólida (crosta oceânica e rochas continentais e manto superior).
De um outro ponto de vista, o termo geosfera é comumente visto no que se refere a várias peças conceituais de "coisas de planeta" como as relacionadas ao ciclo de carbono. Outras peças são a hidrosfera, atmosfera, e a biosfera.
As transformações e movimentos que ocorrem na geosfera tornam a Terra um planeta geologicamente activo e em constante mudança.
Desde que a exploração espacial começou, tem-se observado que a extensão da ionosfera ou plasmasfera é altamente variável, e muitas vezes muito maior do que anteriormente apreciada, por vezes, que se prolongam até aos limites da magnetosfera da Terra. Este limite exterior altamente variável de matéria geogênica tem sido referida como a "geopausa", para sugerir a escassez relativa de tal matéria para além dele, onde o vento solar domina.